# Petite Aiguille Verte
La Petite Aiguille Verte, o Petite Verte, és un cim del massís del Mont-Blanc amb una alçada de 3512 m. Es troba davant de l'Aiguille Verte formant part de l'aresta que fa de partió entre les glaceres d'Argentière i la Vallée Blanche. La seva fàcil ascensió per terreny mixt i la velocitat de la seva ascensió des del cim del telefèric dels Grands Montets el converteixen en un cim popular pels alpinistes novells.

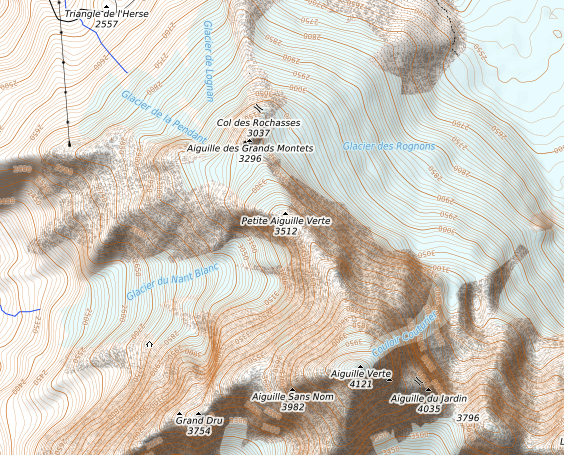
Mapa topogràfic de la Petite Aiguille Verte.